# Sławomir Mocek
Sławomir Marcin Mocek (Leszno, 27 de octubre de 1976) es un deportista polaco que compitió en esgrima, especialista en la modalidad de florete.
Ganó cuatro medallas en el Campeonato Mundial de Esgrima entre los años 1998 y 2008, y ocho medallas en el Campeonato Europeo de Esgrima entre los años 1998 y 2008.
Participó en dos Juegos Olímpicos de Verano, ocupando el cuarto lugar en Sídney 2000, en la prueba por equipos, y el 12.º en Pekín 2008, en la prueba individual.

## Palmarés internacional
| Campeonato Mundial | Campeonato Mundial        | Campeonato Mundial | Campeonato Mundial  |
| Año                | Lugar                     | Medalla            | Prueba              |
| ------------------ | ------------------------- | ------------------ | ------------------- |
| 1998               | La Chaux-de-Fonds (Suiza) | Medalla de oro     | Florete por equipos |
| 1999               | Seúl (Corea del Sur)      | Medalla de bronce  | Florete por equipos |
| 2001               | Nimes (Francia)           | Medalla de plata   | Florete por equipos |
| 2008               | Pekín (China)             | Medalla de bronce  | Florete por equipos |
| Campeonato Europeo |                           |                    |                     |
| Año                | Lugar                     | Medalla            | Prueba              |
| 1998               | Plovdiv (Bulgaria)        | Medalla de plata   | Florete por equipos |
| 1999               | Bolzano (Italia)          | Medalla de plata   | Florete individual  |
| 1999               | Bolzano (Italia)          | Medalla de bronce  | Florete por equipos |
| 2001               | Coblenza (Alemania)       | Medalla de bronce  | Florete por equipos |
| 2002               | Moscú (Rusia)             | Medalla de bronce  | Florete individual  |
| 2004               | Copenhague (Dinamarca)    | Medalla de plata   | Florete por equipos |
| 2006               | Esmirna (Turquía)         | Medalla de plata   | Florete por equipos |
| 2008               | Kiev (Ucrania)            | Medalla de oro     | Florete por equipos |